# Oliver Haidt

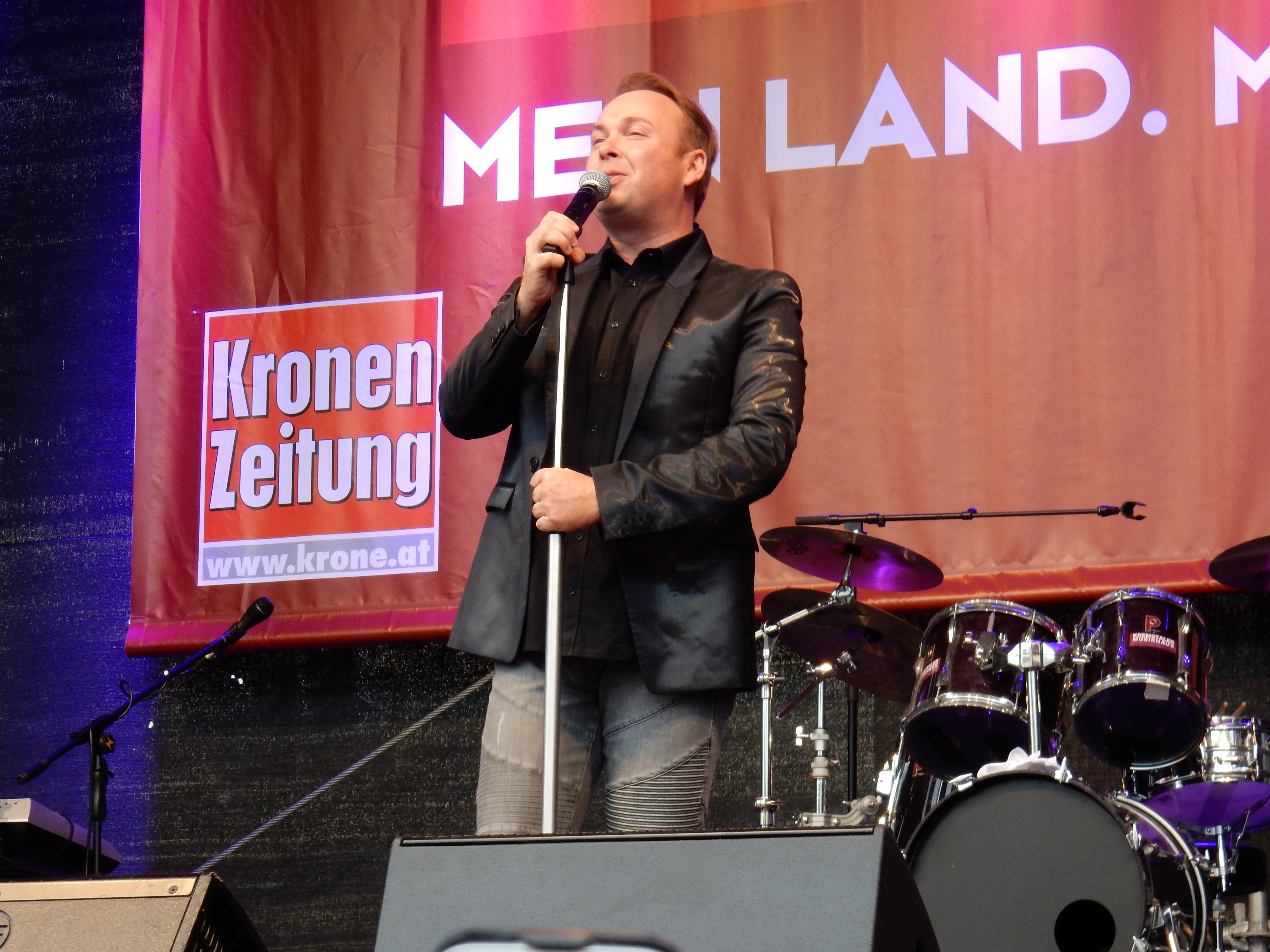
Oliver Haidt (2015)

Oliver Haidt (* 19. August 1977 in Graz; bürgerlich Walter Wilfinger) ist ein österreichischer Schlagersänger.

## Leben
Oliver Haidt wuchs in der Steiermark in Sinabelkirchen auf, wo seine Eltern einen Landwirtschaftsbetrieb hatten. Im Alter von elf Jahren gewann er einen Sänger-Wettbewerb. Nach der Schule lernte er den Beruf des Einzelhandelskaufmanns. Dann begann er zu komponieren, zu texten und war bei der Produktion anderer Gruppen tätig. Unter vielen anderen Titeln schrieb Oliver Haidt den Titel I will leben, der 2008 auch von DJ Ötzi gesungen wurde.
1998 nahm Haidt beim bislang einzigen Wettbewerb Grand Prix des Schlagers teil und wurde mit dem Titel Ich denk an Rhodos überraschend Sieger. Dieser Sieg war der bislang größte Erfolg für ihn und brachte ihm einige Auftritte bei verschiedenen Fernsehsendungen. Auch seine weiteren Schlagerproduktionen konnten sich einige Wochen halten.
Er nahm auch zwei Mal für Österreich am Grand Prix der Volksmusik teil. Zwei Mal wurde Oliver Haidt für den Amadeus Austrian Music Award (wichtigste österreichische Musikpreis) nominiert. Fünf Mal wurden seine Alben mit Gold ausgezeichnet. Im Jahr 2007 erhielt Oliver Haidt den Ehrenring der Marktgemeinde Sinabelkirchen.

## Einzeltitel
- Ich denk an Rhodos 1998
- Pures Glück
- Tausend Träume in Athen
- Ich fange nie mehr was an einem Sonntag an
- Maria Angela
- Ich hab noch ein Bild von dir
- Wenn Engel weinen
- Darum hab ich mich in dich verliebt
- Zauberin der Nacht
- Tränen in der Nacht
- Sie hatte blaue Augen
- Gegen den Wind

## Diskografie

### Alben
- 1997: Pures Glück
- 2000: Und wer küsst mich
- 2002: Gib mir ein Zeichen
- 2003: Ich leb’ nur für dich
- 2006: Öffne dein Herz
- 2010: Alles Oliver
- 2010: Alles Haidt
- 2010: Herzgold
- 2011: Es gibt nur dich
- 2012: Geradeaus ins Glück
- 2013: Mitten ins Herz
- 2015: Liebe pur
- 2017: Der Ruf meines Herzens
- 2019: Für eine Nacht
- 2023: Komet